# W.E.
W.E. ist ein britisches Filmdrama, das am 1. September 2011 auf den Internationalen Filmfestspielen von Venedig uraufgeführt wurde. Die Initialen stehen für Wallis Edward. Die Regiearbeit wurde von Madonna geführt, die mit Alek Keshishian auch das Drehbuch verfasste. In Deutschland lief der Film am 20. Juni 2012 in den Kinos an.

## Handlung
Der Film handelt von den Affären zwischen König Edward VIII. und Wallis Simpson sowie der New Yorkerin Wally Winthrop mit einem russischen Mann.

## Produktion
Gedreht wurde mit den ARRI-Kameras Arricam LT, Arricam ST sowie der Arriflex 16 SR3 Advanced von Juli bis Oktober 2010. Drehorte in Frankreich waren Cap d’Antibes, die Côte d’Azur, Paris sowie Villefranche-sur-Mer, im Vereinigten Königreich im West Wycombe Park, im Hughenden Manor und dem Stoke Park House in Buckinghamshire sowie im Dream House in der Addison Road, Kensington, Mayfair, Trafalgar Square, Waterloo Station und weiteren Orten in London, außerdem bei Sotheby’s in New York und in Portofino in Italien.

## Kritiken
Von mehr als 2.400 Stimmen erhielt der Film auf der IMDb von zehn möglichen Sternen einen Schnitt von 4,9.
Björn Becher von Filmstarts schrieb als Fazit „Selbst emotional kraftvolle Momente, wie die bewegende Abdankungsrede von Edward VIII., begräbt die Filmemacherin Madonna unter schwülstiger Musik und hippen Bildern. Wird die Musikerin Madonna oft zu Recht für ihren provokanten „Style over Substance“ gefeiert, beweist sie mit ihrem Liebesdrama „W.E.“ vor allem, dass MTV und Kino zwei völlig unterschiedliche Welten sind.“ Die Seite gab dem Film 1,5 von 5 möglichen Sternen.
Daniel Sander von Spiegel Online gefielen die „tolle Darstellerin und d[ie] erstaunlich liebevoll und zurückgenommene Art, wie Madonna die Liebesgeschichte zwischen Wallis und Edward VIII. zeichnet“. Zudem wurden „detailreiche Kostüme, eine prächtige Ausstattung und einige hübsche Einfälle“ gelobt. Hingegen bemängelte Sander „die Geschichte der New Yorker Hausfrau Wally Winthrop“ als nicht „liebevoll und zurückgenommen, dafür aber überdeutlich, von Pathos zerfressen und banal“. Außerdem schrieb Sander, der Film sei „Gelegentlich auch etwas peinlich“, was er mit „wenn sich Wally […] die Lady aus vergangenen Zeiten gibt“ oder wenn „sich [Wally] unter ohrenbetäubendem Herzschlag-Soundtrack wieder mal die Schwangerschafts-Hormonspritze in den Schenkel rammt“ belegte. Sander beurteilte den Film als „Grauenhaft. Und großartig.“

## Kinodaten

### Veröffentlichung
Der Film erschien erstmals auf den internationalen Filmfestspielen von Venedig. Danach war der Film unter anderem auf dem Toronto International Film Festival, und dem Dubai International Film Festival zu sehen, bevor W.E. am 20. Januar 2012 erstmals im Vereinigten Königreich und in Irland in die Kinos kam. In Deutschland war die Premiere des Films am 21. Juni 2012.

### Einspielergebnisse
W.E. spielte fast 870.000 US-Dollar ein, davon gut 583.000 US-Dollar in den Vereinigten Staaten und Kanada.

## Auszeichnungen
Der Song Masterpiece gewann den Golden Globe Award 2012 in der Kategorie bester Filmsong. Abel Korzeniowski erhielt den World Soundtrack Award und wurde in der Kategorie beste Filmmusik für den Golden Globe nominiert, Arianne Phillips erhielt im selben Jahr eine Oscar-Nominierung in der Kategorie bestes Kostümdesign.